# Мохама

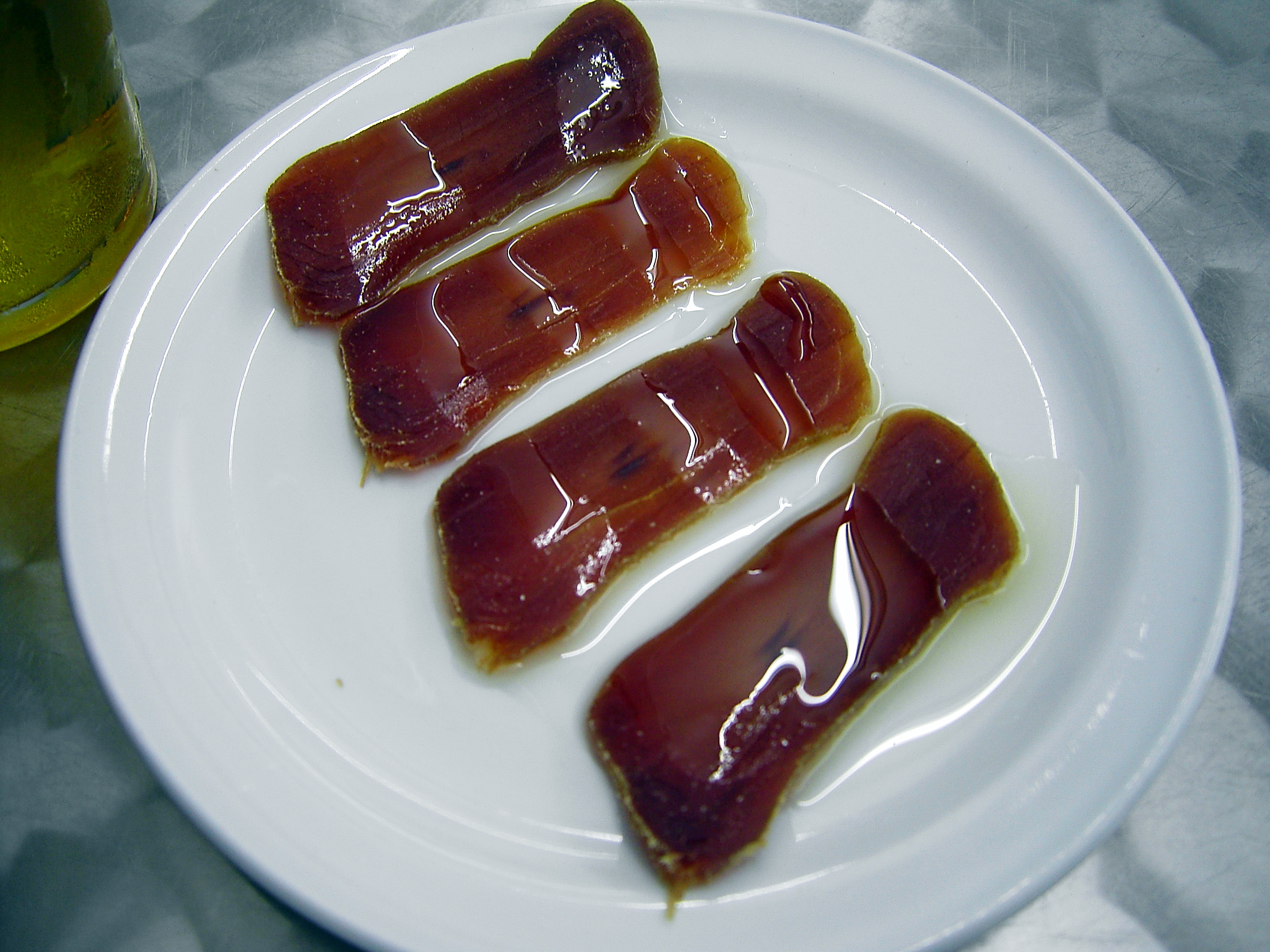
Мохама в оливковій олії

Мохама (ісп. mojama) — іспанський делікатес, філе в'яленого в солі тунця. Назва страви походить з араб. مشمع («вощений»), але саму мохаму придумали фінікійці з Гадіра, нині Кадіса. Філе тунця витримується в солі два дні, потім сіль видаляють, рибу промивають і викладають сушитися на сонці та свіжому повітрі на 15–20 днів. Мохама буває трьох сортів: філе, першого ґатунку та екстра.
Мохаму зазвичай подають порізаною на тонкі шматочки товщиною 2–3 мм під оливковою олією і порізаними помідорами або мигдалем до світлого пива або білого вина. В Мадриді має успіх тапас з мохамою, які подають до пива разом з оливками.